# Jean-Baptiste Coriolan
Jean-Baptiste Coriolan, né Giovanni Battista Coriolano à Bologne vers 1590 ou en 1595 et mort en 1649, est un peintre et un graveur italien.

## Biographie
Jean-Baptiste Coriolan est peut-être le fils de Cristoforo Coriolano et le frère de Bartolomeo Coriolano : les liens de parenté entre les trois Coriolano demeurent flous,.

## Œuvre
Il a illustré plusieurs ouvrages de Ulisse Aldrovandi, dont :
- De quadrupedibus digitatis viviparis libri tres[1]
- De quadrupedibus digitatis oviparis libri duo[1]
- Serpentvm Et Draconv[m] Historiæ Libri Dvo[1]
- Monstrorum historia, 1642, dans lequel apparaissent les gravures suivantes :

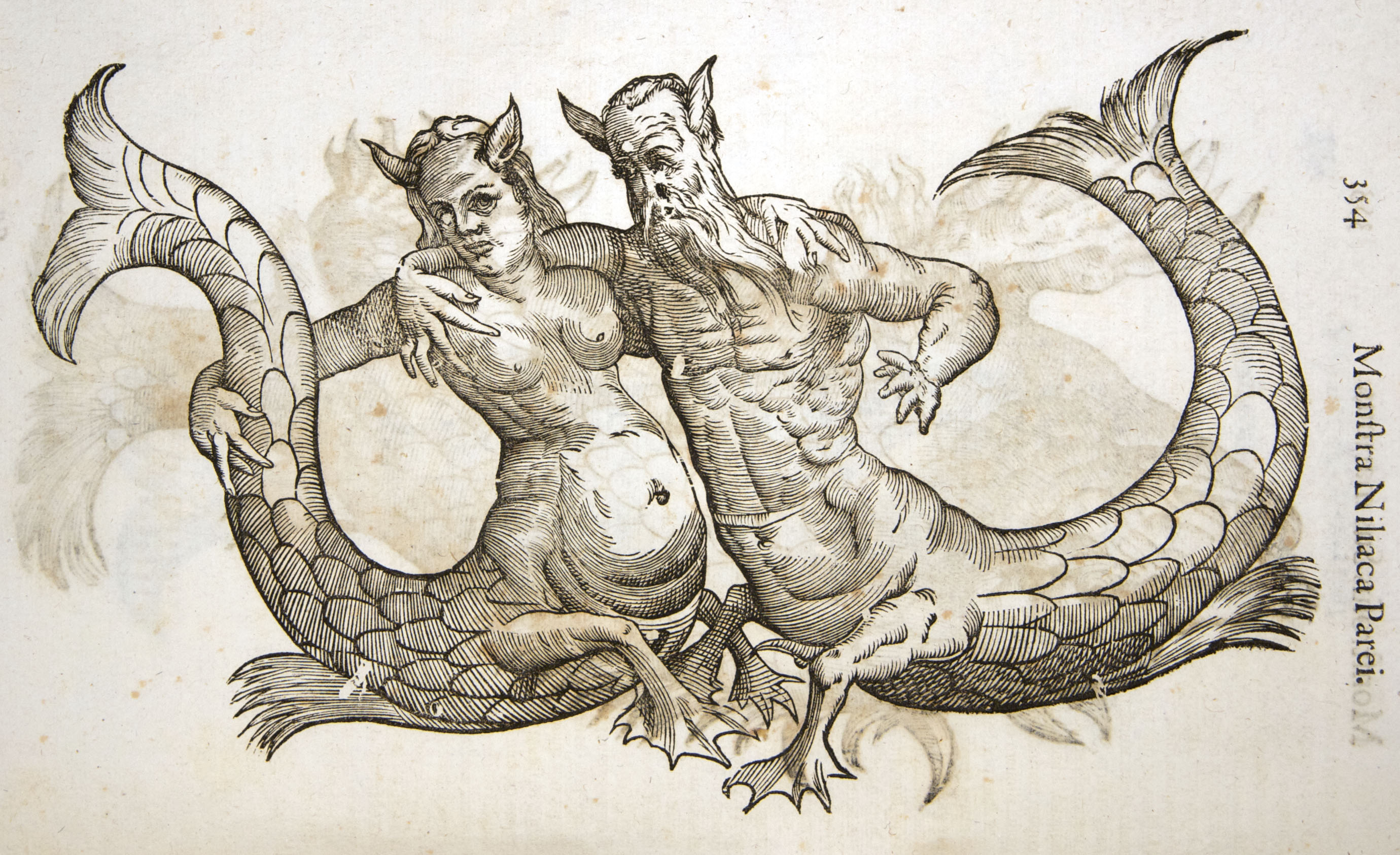
Animaux marins fabuleux
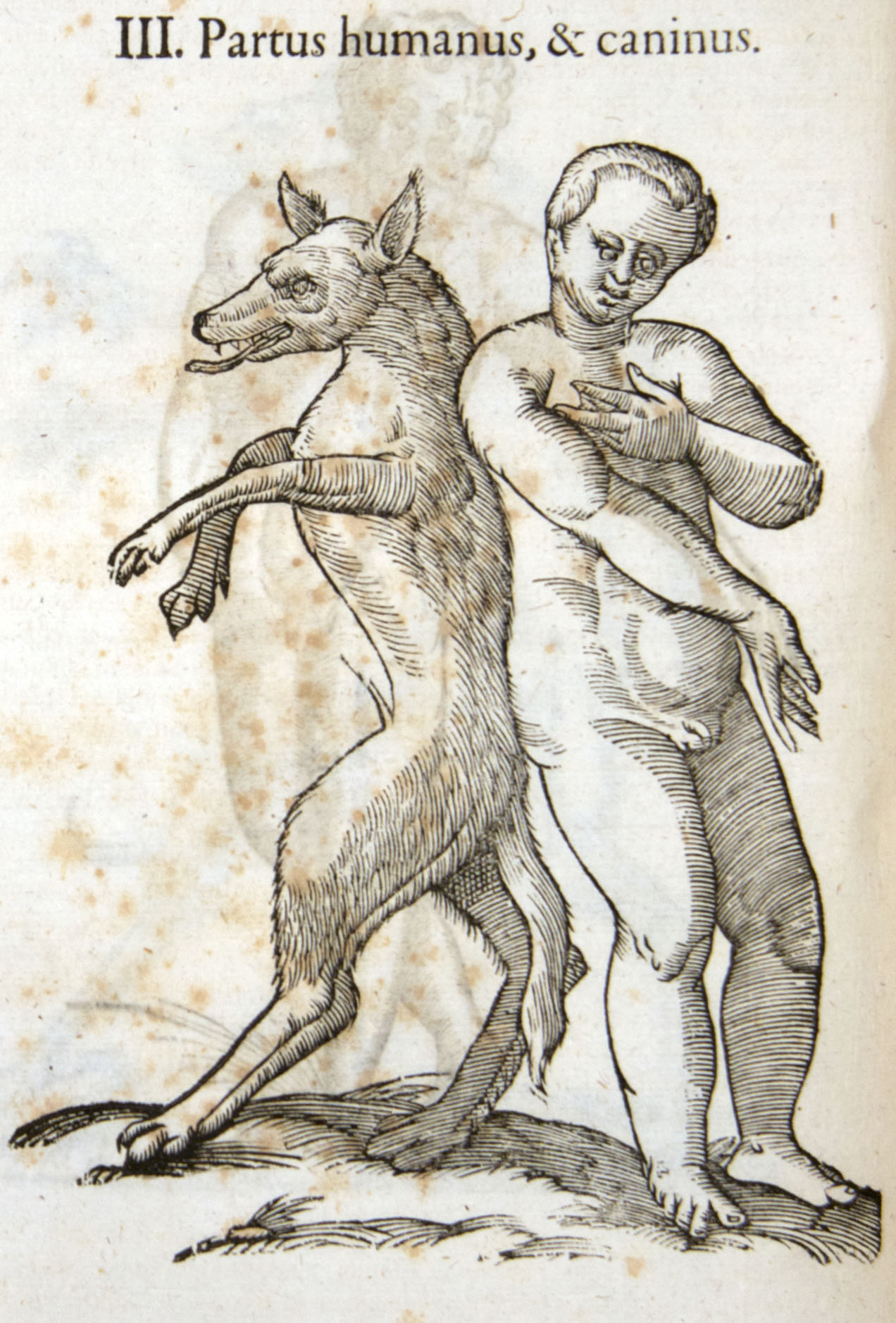
Siamois homme-chien
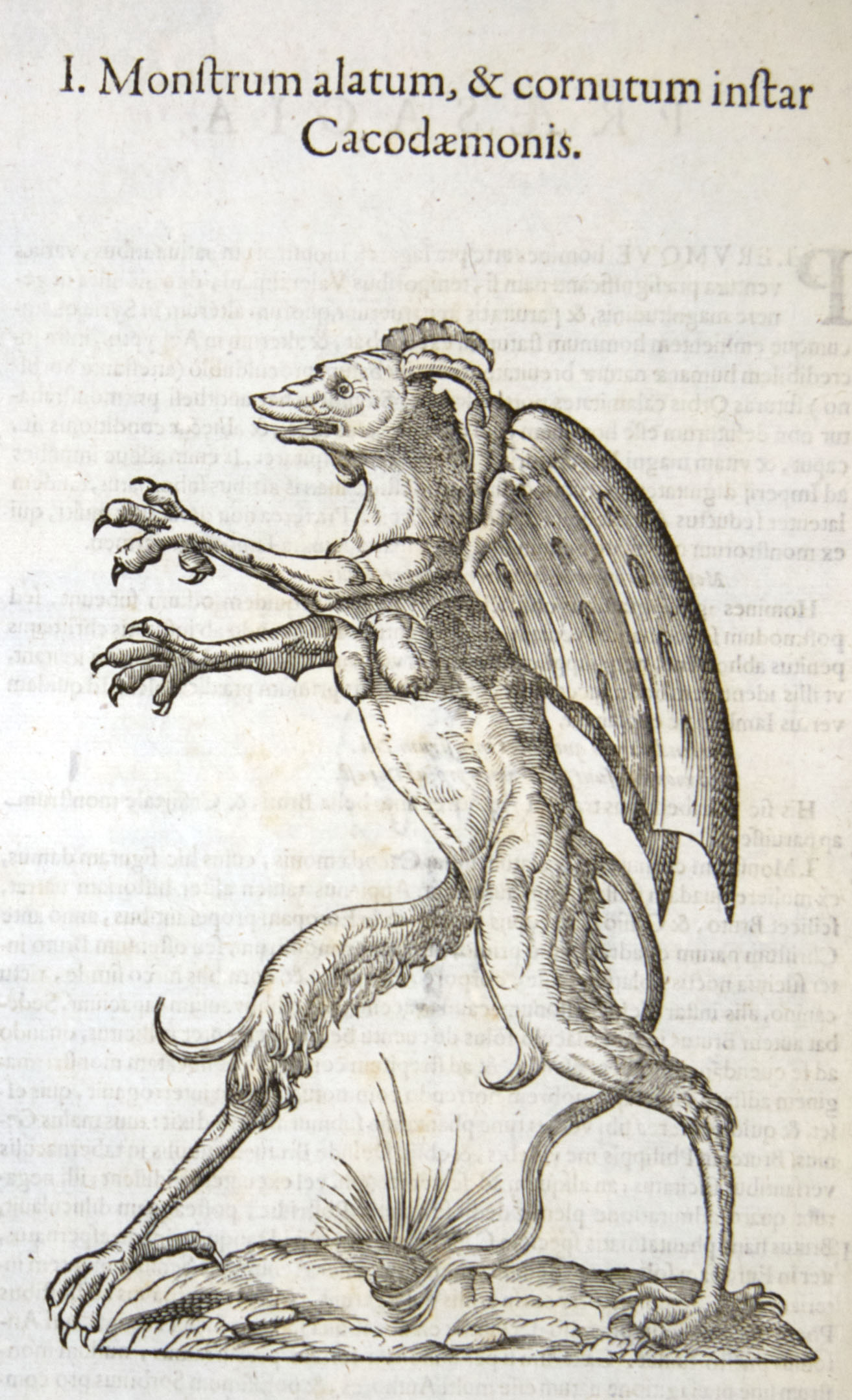
Animal fabuleux
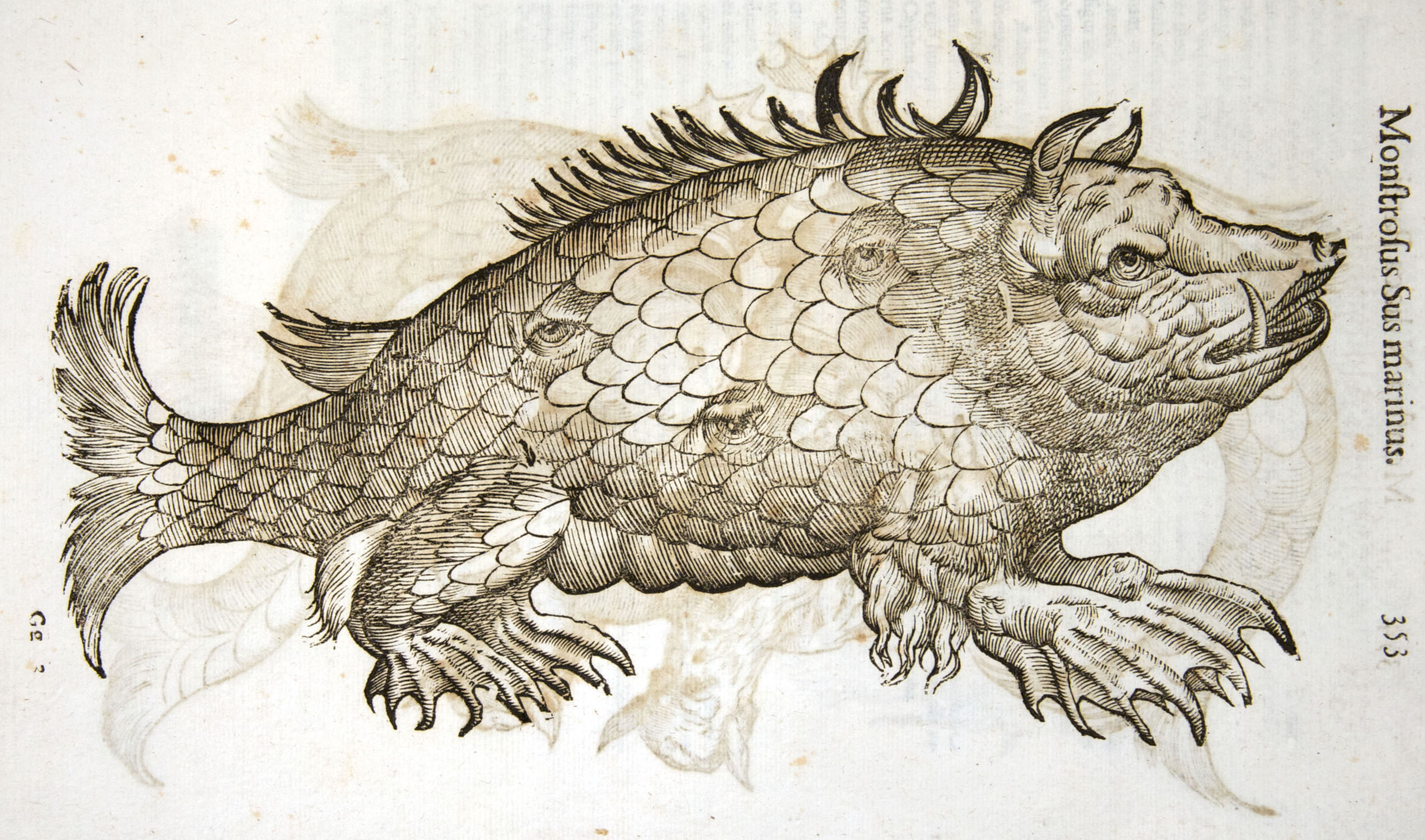
Animal marin fabuleux
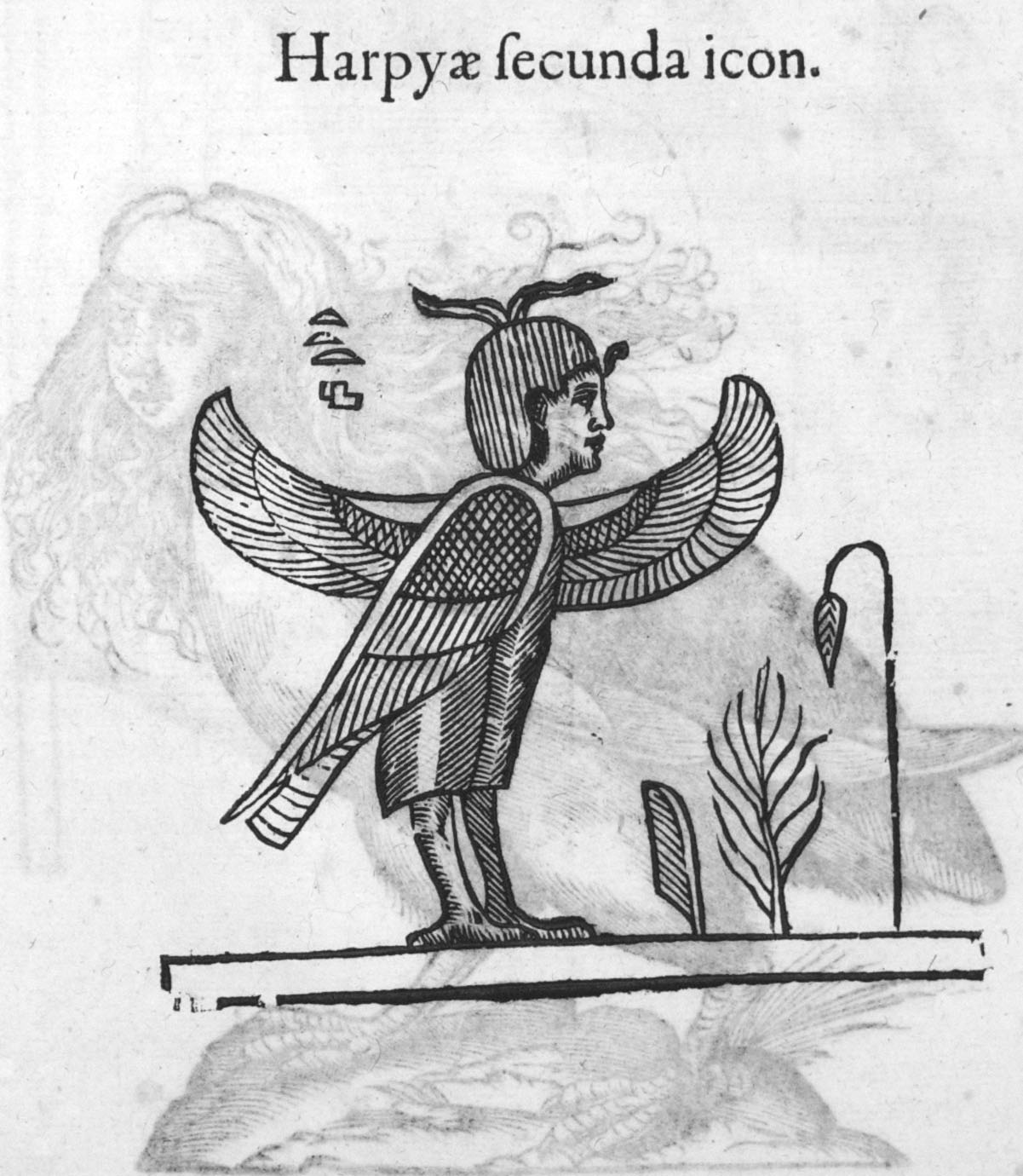
Harpie
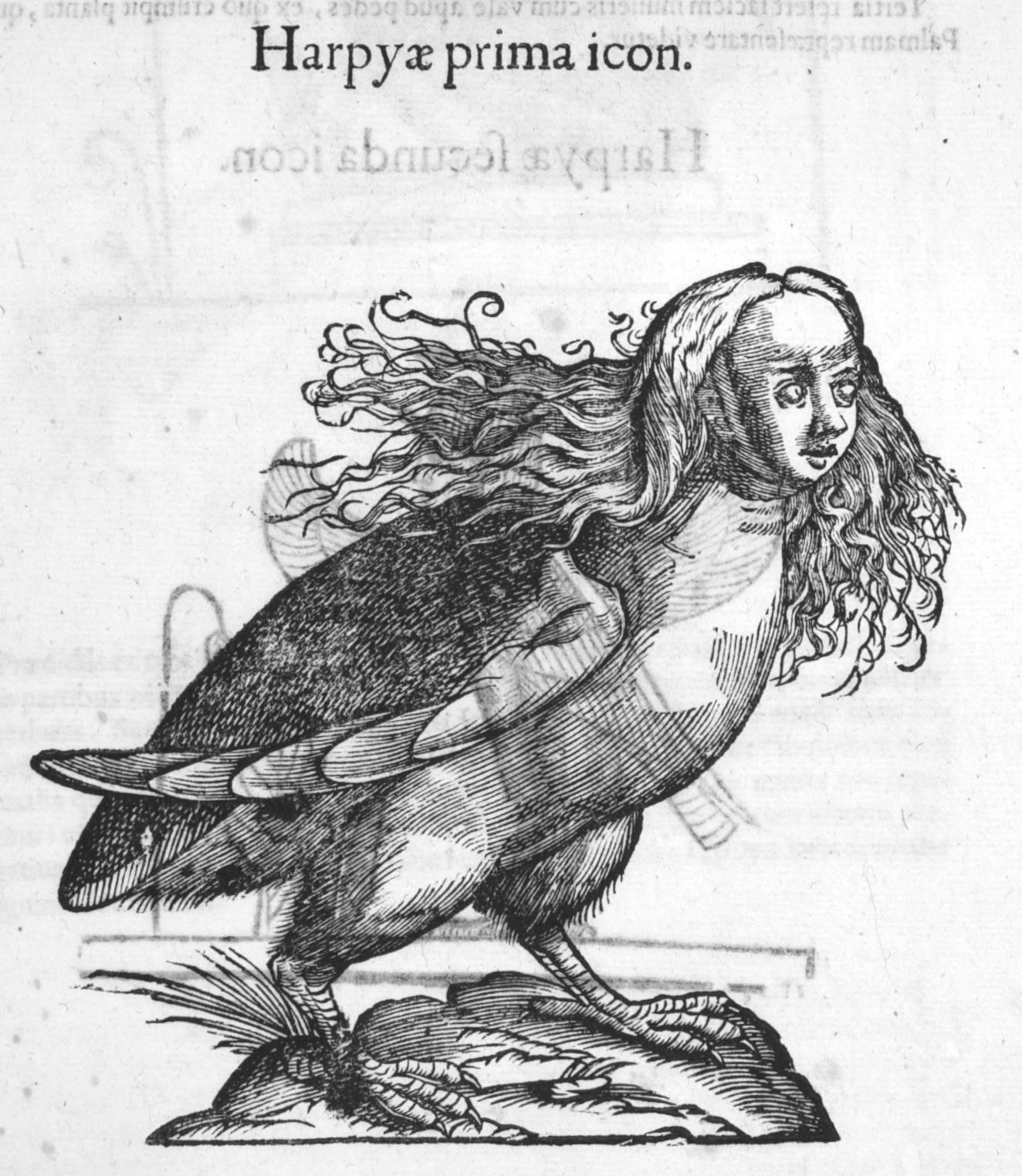
Harpie